# Campionati del mondo di atletica leggera 1983
I campionati del mondo di atletica leggera 1983 (in inglese: 1st IAAF World Championships in Athletics) sono stati la 1ª edizione dei campionati del mondo di atletica leggera. La competizione si è svolta dal 7 al 14 agosto presso l'Olympiastadion di Helsinki, in Finlandia.

## Medagliati

### Uomini
| Specialità | Oro                                                                                 | Prestazione | Argento                                                                  | Prestazione | Bronzo                                                                            | Prestazione |
| Corse piane |                                                                                     |             |                                                                          |             |                                                                                   |             |
| 100 m (dettagli) | Carl Lewis                                                                          | 10"07       | Calvin Smith                                                             | 10"21       | Emmit King                                                                        | 10"24       |
| 200 m (dettagli) | Calvin Smith                                                                        | 20"14       | Elliott Quow                                                             | 20"41       | Pietro Mennea                                                                     | 20"51       |
| 400 m (dettagli) | Bert Cameron                                                                        | 45"05       | Michael Franks                                                           | 45"22       | Sunder Nix                                                                        | 45"24       |
| 800 m (dettagli) | Willi Wülbeck                                                                       | 1'43"65     | Rob Druppers                                                             | 1'44"20     | Joaquim Cruz                                                                      | 1'44"27     |
| 1 500 m (dettagli) | Steve Cram                                                                          | 3'41"59     | Steve Scott                                                              | 3'41"87     | Saïd Aouita                                                                       | 3'42"02     |
| 5 000 m (dettagli) | Eamonn Coghlan                                                                      | 13'28"53    | Werner Schildhauer                                                       | 13'30"20    | Martti Vainio                                                                     | 13'30"34    |
| 10 000 m (dettagli) | Alberto Cova                                                                        | 28'01"04    | Werner Schildhauer                                                       | 28'01"18    | Hansjörg Kunze                                                                    | 28'01"26    |
| Corse a ostacoli |                                                                                     |             |                                                                          |             |                                                                                   |             |
| 110 hs (dettagli) | Greg Foster                                                                         | 13"42       | Arto Bryggare                                                            | 13"46       | Willie Gault                                                                      | 13"48       |
| 400 hs (dettagli) | Edwin Moses                                                                         | 47"50       | Harald Schmid                                                            | 48"61       | Aleksandr Kharlov                                                                 | 49"03       |
| 3 000 siepi (dettagli) | Patriz Ilg                                                                          | 8'15"06     | Bogusław Mamiński                                                        | 8'17"03     | Colin Reitz                                                                       | 8'17"75     |
| Prove su strada |                                                                                     |             |                                                                          |             |                                                                                   |             |
| Maratona (dettagli) | Rob de Castella                                                                     | 2h10'03"    | Kebede Balcha                                                            | 2h10'27"    | Waldemar Cierpinski                                                               | 2h10'37"    |
| Marcia 20 km (dettagli) | Ernesto Canto                                                                       | 1h20'49"    | Jozef Pribilinec                                                         | 1h20'50"    | Evgenij Evsjukov                                                                  | 1h21'08"    |
| Marcia 50 km (dettagli) | Ronald Weigel                                                                       | 3h43'08"    | José Marín                                                               | 3h43'42"    | Sergej Jung                                                                       | 3h49'03"    |
| Salti |                                                                                     |             |                                                                          |             |                                                                                   |             |
| Salto con l'asta (dettagli) | Serhij Bubka                                                                        | 5,70 m      | Konstantin Volkov                                                        | 5,60 m      | Atanas Tarev                                                                      | 5,60 m      |
| Salto in alto (dettagli) | Gennadij Avdeenko                                                                   | 2,32 m      | Tyke Peacock                                                             | 2,32 m      | Zhu Jianhua                                                                       | 2,29 m      |
| Salto in lungo (dettagli) | Carl Lewis                                                                          | 8,55 m      | Jason Grimes                                                             | 8,29 m      | Mike Conley                                                                       | 8,12 m      |
| Salto triplo (dettagli) | Zdzisław Hoffmann                                                                   | 17,42 m     | Willie Banks                                                             | 17,18 m     | Ajayi Agbebaku                                                                    | 17,18 m     |
| Lanci |                                                                                     |             |                                                                          |             |                                                                                   |             |
| Getto del peso (dettagli) | Edward Sarul                                                                        | 21,39 m     | Ulf Timmermann                                                           | 21,16 m     | Remigius Machura                                                                  | 20,98 m     |
| Lancio del disco (dettagli) | Imrich Bugár                                                                        | 67,72 m     | Luis Delís                                                               | 67,36 m     | Géjza Valent                                                                      | 66,08 m     |
| Lancio del martello (dettagli) | Sergej Litvinov                                                                     | 82,68 m     | Jurij Sjedych                                                            | 80,94 m     | Zdzisław Kwaśny                                                                   | 79,42 m     |
| Lancio del giavellotto (dettagli) | Detlef Michel                                                                       | 89,48 m     | Tom Petranoff                                                            | 85,60 m     | Dainis Kūla                                                                       | 85,58 m     |
| Prove multiple |                                                                                     |             |                                                                          |             |                                                                                   |             |
| Decathlon (dettagli) | Daley Thompson                                                                      | 8 666 p.    | Jürgen Hingsen                                                           | 8 561 p.    | Siegfried Wentz                                                                   | 8 478 p.    |
| Staffette |                                                                                     |             |                                                                          |             |                                                                                   |             |
| Staffetta 4×100 m (dettagli) | Stati Uniti Emmit King Willie Gault Calvin Smith Carl Lewis                         | 37"86       | Italia Stefano Tilli Carlo Simionato Pierfrancesco Pavoni Pietro Mennea  | 38"37       | Unione Sovietica Andrej Prokofjev Nikolaj Sidorov Vladimir Muravëv Viktor Bryzgin | 38"41       |
| Staffetta 4×400 m (dettagli) | Unione Sovietica Sergej Lovačov Aleksandr Troščilo Nikolaj Černetskij Viktor Markin | 3'00"79     | Germania Ovest Erwin Skamrahl Jörg Vaihinger Harald Schmid Hartmut Weber | 3'01"83     | Regno Unito Ainsley Bennett Garry Cook Todd Bennett Phil Brown                    | 3'03"53     |
| record mondiale; record mondiale stagionale; record africano; record asiatico; record europeo; record nord-centroamericano e caraibico; record sudamericano; record oceaniano; record dei campionati; record nazionale; record personale; record personale stagionale. |                                                                                     |             |                                                                          |             |                                                                                   |             |

### Donne
| Specialità | Oro                                                                  | Prestazione | Argento                                                                                                 | Prestazione | Bronzo                                                                           | Prestazione |
| Corse piane |                                                                      |             | |             |                                                                                  |             |
| 100 m (dettagli) | Marlies Göhr                                                         | 10"97       | Marita Koch                                                                                             | 11"02       | Diane Williams                                                                   | 11"06       |
| 200 m (dettagli) | Marita Koch                                                          | 22"13       | Merlene Ottey                                                                                           | 22"19       | Kathy Smallwood-Cook                                                             | 22"37       |
| 400 m (dettagli) | Jarmila Kratochvílová                                                | 47"99       | Taťána Kocembová                                                                                        | 48"59       | Marija Pinigina                                                                  | 49"19       |
| 800 m (dettagli) | Jarmila Kratochvílová                                                | 1'54"68     | Ljubov' Gurina                                                                                          | 1'56"11     | Yekaterina Podkopayeva                                                           | 1'57"58     |
| 1 500 m (dettagli) | Mary Decker                                                          | 4'00"90     | Zamira Zaytseva                                                                                         | 4'01"19     | Yekaterina Podkopayeva                                                           | 4'02"25     |
| 3 000 m (dettagli) | Mary Decker                                                          | 8'34"62     | Brigitte Kraus                                                                                          | 8'35"11     | Tat'jana Kazankina                                                               | 8'35"13     |
| Corse a ostacoli |                                                                      |             | |             |                                                                                  |             |
| 100 hs (dettagli) | Bettine Jahn                                                         | 12"35 w     | Kerstin Knabe                                                                                           | 12"42 w     | Ginka Zagorčeva                                                                  | 12"62 w     |
| 400 hs (dettagli) | Ekaterina Fesenko                                                    | 54"14       | Ana Ambraziené                                                                                          | 54"15       | Ellen Fiedler                                                                    | 54"55       |
| Prove su strada |                                                                      |             | |             |                                                                                  |             |
| Maratona (dettagli) | Grete Waitz                                                          | 2h28'09"    | Marianne Dickerson                                                                                      | 2h31'09"    | Raisa Smekhnova                                                                  | 2h31'13"    |
| Salti |                                                                      |             | |             |                                                                                  |             |
| Salto in alto (dettagli) | Tamara Bykova                                                        | 2,01 m      | Ulrike Meyfarth                                                                                         | 1,99 m      | Louise Ritter                                                                    | 1,95 m      |
| Salto in lungo (dettagli) | Heike Daute                                                          | 7,27 m w    | Anișoara Cușmir-Stanciu                                                                                 | 7,15 m w    | Carol Lewis                                                                      | 7,04 m w    |
| Lanci |                                                                      |             | |             |                                                                                  |             |
| Getto del peso (dettagli) | Helena Fibingerová                                                   | 21,05 m     | Helma Knorscheidt                                                                                       | 20,70 m     | Ilona Slupianek                                                                  | 20,56 m     |
| Lancio del disco (dettagli) | Martina Hellmann                                                     | 68,94 m     | Galina Murašova                                                                                         | 67,44 m     | Maria Petkova                                                                    | 66,44 m     |
| Lancio del giavellotto (dettagli) | Tiina Lillak                                                         | 70,82 m     | Fatima Whitbread                                                                                        | 69,14 m     | Anna Verouli                                                                     | 65,72 m     |
| Prove multiple |                                                                      |             | |             |                                                                                  |             |
| Eptathlon (dettagli) | Ramona Neubert                                                       | 6 714 p.    | Sabine Paetz                                                                                            | 6 662 p.    | Anke Vater                                                                       | 6 532 p.    |
| Staffette |                                                                      |             | |             |                                                                                  |             |
| Staffetta 4×100 m (dettagli) | Germania Est Silke Möller Marita Koch Ingrid Auerswald Marlies Göhr  | 41"76       | Regno Unito Joan Baptiste Kathy Smallwood-Cook Beverley Callender Shirley Thomas                        | 42"71       | Giamaica Leleyth Hodges Jacqueline Pusey Juliet Cuthbert Merlene Ottey           | 42"73       |
| Staffetta 4×400 m (dettagli) | Germania Est Gesine Walther Sabine Busch Marita Koch Dagmar Neubauer | 3'19"73     | Cecoslovacchia Taťána Kocembová Milena Matejkovičová-Strnadová Zuzana Moravčíková Jarmila Kratochvílová | 3'20"32     | Unione Sovietica Yelena Korban Marina Kharlamova Irina Baskakova Marija Pinigina | 3'21"16     |
| record mondiale; record mondiale stagionale; record africano; record asiatico; record europeo; record nord-centroamericano e caraibico; record sudamericano; record oceaniano; record dei campionati; record nazionale; record personale; record personale stagionale. |                                                                      |             | |             |                                                                                  |             |

## Medagliere

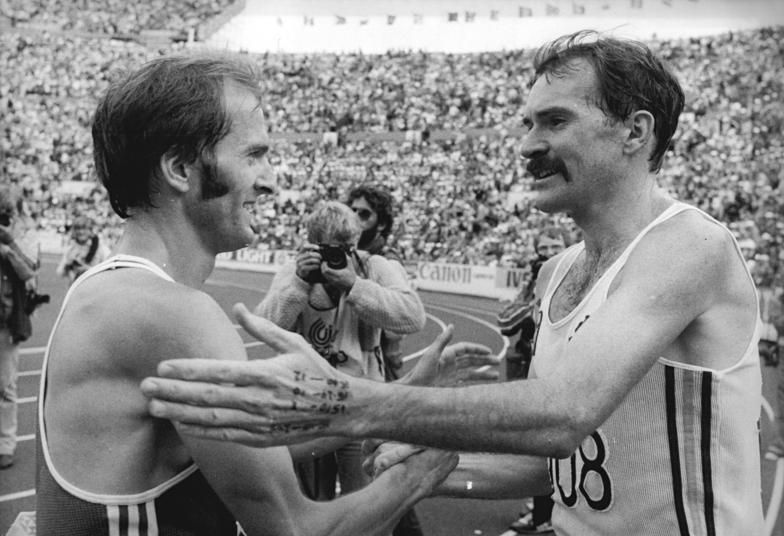
Il vincitore della maratona Rob de Castella (sulla destra) con il terzo classificato Waldemar Cierpinski.

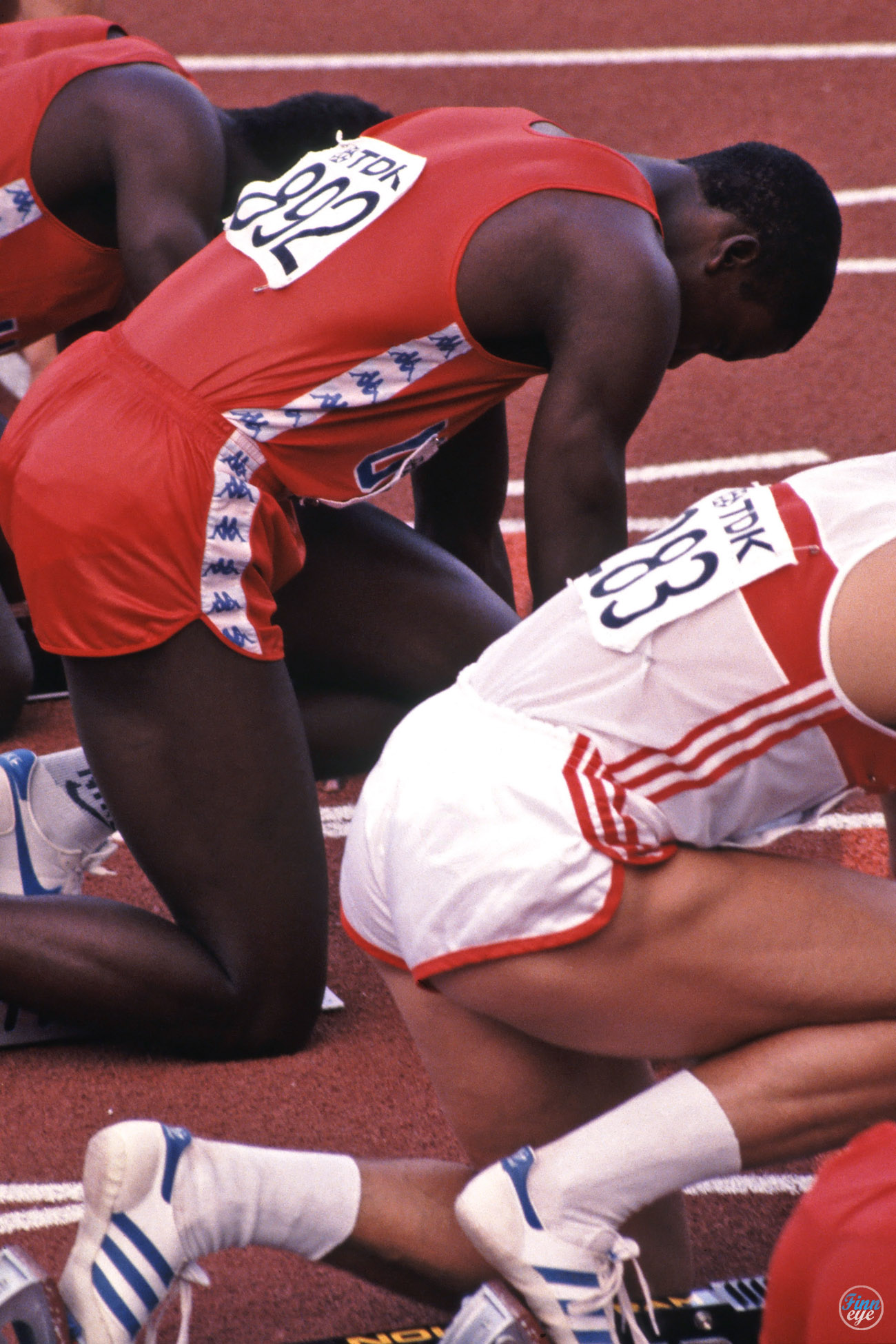
Carl Lewis (al centro), oro nei 100 m, nella staffetta 4×100 m e nel salto in lungo.

| Posizione | Paese            | Oro | Argento | Bronzo | Totale |
| --------- | ---------------- | --- | ------- | ------ | ------ |
| 1         | Germania Est     | 10  | 7       | 5      | 22     |
| 2         | Stati Uniti      | 8   | 9       | 7      | 24     |
| 3         | Unione Sovietica | 6   | 6       | 11     | 23     |
| 4         | Cecoslovacchia   | 4   | 3       | 2      | 9      |
| 5         | Germania Ovest   | 2   | 5       | 1      | 8      |
| 6         | Regno Unito      | 2   | 2       | 3      | 7      |
| 7         | Polonia          | 2   | 1       | 1      | 4      |
| 8         | Finlandia        | 1   | 1       | 1      | 3      |
| 8         | Giamaica         | 1   | 1       | 1      | 3      |
| 8         | Italia           | 1   | 1       | 1      | 3      |
| 11        | Australia        | 1   | 0       | 0      | 1      |
| 11        | Irlanda          | 1   | 0       | 0      | 1      |
| 11        | Messico          | 1   | 0       | 0      | 1      |
| 11        | Norvegia         | 1   | 0       | 0      | 1      |
| 15        | Cuba             | 0   | 1       | 0      | 1      |
| 15        | Etiopia          | 0   | 1       | 0      | 1      |
| 15        | Paesi Bassi      | 0   | 1       | 0      | 1      |
| 15        | Romania          | 0   | 1       | 0      | 1      |
| 15        | Spagna           | 0   | 1       | 0      | 1      |
| 20        | Bulgaria         | 0   | 0       | 3      | 3      |
| 21        | Brasile          | 0   | 0       | 1      | 1      |
| 21        | Cina             | 0   | 0       | 1      | 1      |
| 21        | Grecia           | 0   | 0       | 1      | 1      |
| 21        | Marocco          | 0   | 0       | 1      | 1      |
| 21        | Nigeria          | 0   | 0       | 1      | 1      |
| Totale    | Totale           | 41  | 41      | 41     | 123    |